# Возвеселитесь в Агнце
«Возвеселитесь в Агнце» (англ. Rejoice in the lamb, соч. 30) — кантата для четырёх солистов, хора и органа, сочинена английским композитором Бенджамином Бриттеном в 1943 году на текст поэмы «Jubilate Agno» английского поэта Кристофера Смарта (1722—1771).

## История создания
Поэма, положенная в основу сочинения Бриттена, написана во время пребывания Кристофера Смарта в психиатрической лечебнице Святого Луки в Лондоне между 1759 и 1763 годами (впервые опубликована только в 1939 году по рукописи, хранившейся в частном собрании, сохранилась фрагментарно). Она изображает поклонение Богу всеми созданными им существами, стремится дать поэтическое описание всем существующим в мире вещам. Исследователи относят её к позднему барокко. Кантата Бриттена была сочинена для празднования пятидесятой годовщины освящения церкви Святого Матфея в Нортгемптоне. Отсюда и другое название сочинения — «Фестивальная кантата».
Бриттен написал работу по просьбе викария церкви Святого Матфея Уолтера Хасси (англ. Walter Hussey). Викарий считался известным ценителем музыки и покровителем современных английских и американских композиторов и художников. По его заказу Леонард Бернстайн сочинил «Чичестерские Псалмы», он сотрудничал с Уильямом Уолтоном, Генри Муром и Марком Шагалом. Хасси просил скромное музыкальное сочинение, чтобы отпраздновать 50-летие освящения церкви. Уистен Хью Оден привлёк внимание композитора к незадолго до того опубликованным фрагментам поэмы Смарта. Бриттен работал над сочинением в мае, июне и июле 1943 года. Он завершил его 17 июля 1943 года. Первое исполнение состоялось 21 сентября 1943 года. Бриттен сам дирижировал хором церкви Святого Матфея.
Бриттен ценил наивную, детскую веру в сочинении Смарта, и на похоронах композитора читались фрагменты «Jubilate Agno».

## Состав произведения
- 1. Rejoice in God, O ye Tongues (Возрадуйтесь в Боге, о Языцы, восславьте Господа и Агнца; Хор)
- 2. For I will consider my Cat Jeoffrey (Сопранист или сопрано). Эпизод основан на фрагменте В4.

Самый известный фрагмент поэмы Смарта и кантаты Бриттена, в котором возвышенным богословским языком перечисляются мистические достоинства кота Джеффри, принадлежавшего поэту. Исследователи предполагают, что кот Джеффри был оставлен поэту в камере во время его заключения в психиатрической клинике. Фрагмент текста в переводе С. Печкина:

117. Ибо я помыслю о Коте своем Джеффри.

118. Ибо он слуга Бога Живого и должным образом служит ему днесь.

119. Ибо при первом проблеске славы Господней на Востоке он поклоняется Ему по-своему.

120. Ибо это он делает, изгибая тело своё семикратно с изяществом и грацией.

121. Ибо затем он подпрыгивает, чтобы поймать мускус, который есть благословение Божье на его молитву.

- 3. For the Mouse is a creature of great personal valour (Альт)
- 4. For the flowers are great blessings (Тенор)
- 5. For I am under the same accusation with my Saviour (Хор)
- 6. For H is a spirit and therefore he is God (Бас)
- 7. For the instruments are by their rhimes (Хор)
- 8. Hallelujah from the heart of God (Хор)

## Состав исполнителей
- Солисты: сопранист (существует версия, в которой эта партия заменяется на партию трубы), альт, тенор, бас.
- Хор: сопрано, альт, тенор, баритон.
- Орган.

Обычно произведение исполняется хором мальчиков.

## Особенности произведения
Бриттена привлекла в поэме Смарта проблема противостояния личности толпе и власти, к которой он неоднократно обращался в своих операх. В это время Бриттен испытывал глубокий интерес к музыке Генри Пёрселла и сделал несколько транскрипций его произведений для голоса и фортепиано, которые он исполнял в дуэте с Питером Пирсом. Влияние Пёрселла можно легко услышать во фрагменте «Аллилуйя». Исследователи находят общность музыкального языка «Возвеселитесь в Агнце» с Серенадой для тенора, валторны и струнных (1943) и оперой «Питер Граймс» (1944—1945), написанными в это же время. Уровень технической сложности вокала и партии органа произведения не высок. Оно пользуется широкой популярностью среди исполнителей и слушателей.

## Галерея

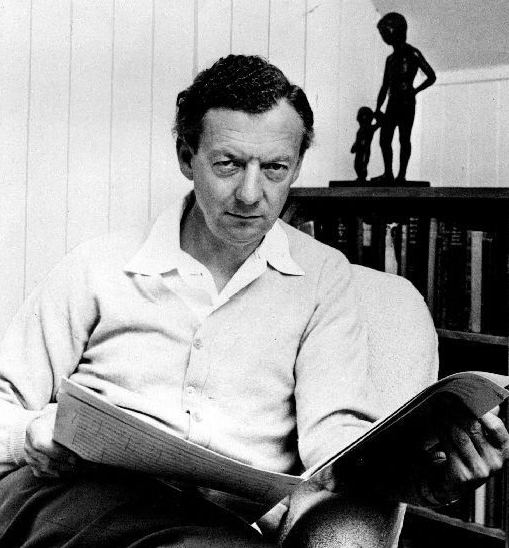
Бенджамин Бриттен
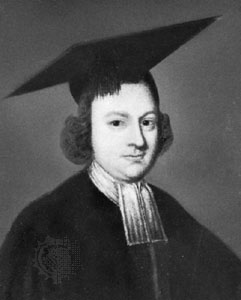
Кристофер Смарт
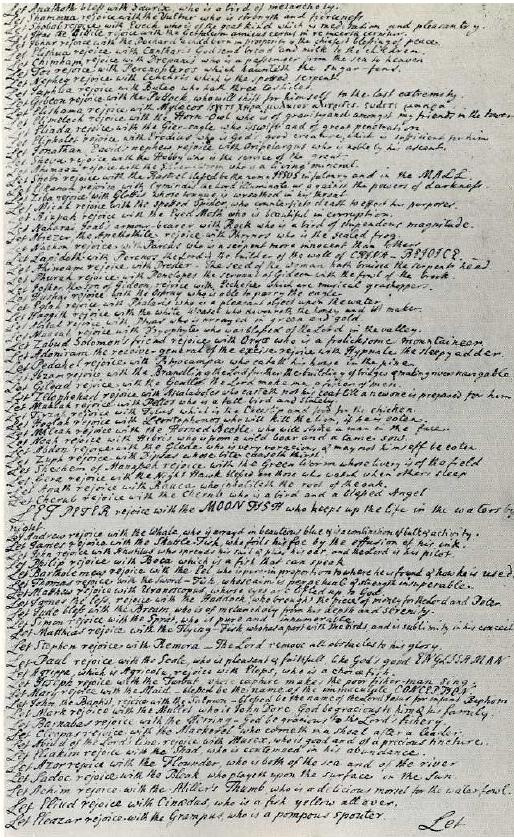
Текст Jubilate Agno